# Luigi Lucheni
Luigi Lucheni  (n. 22 aprilie 1873, Paris, Franța – d. 19 octombrie 1910, Geneva, Geneva, Elveția) a fost un anarhist care a ucis-o pe împărăteasa Elisabeta a Austriei (Sisi), la 10 septembrie 1898, la Geneva. A folosit o șurubelniță triunghiulară pe care i-a înfipt-o în inimă.